# Династія Каррані
Династія Каррані (пушту د کرلاڼيو واکمني , бенг. কররানী) Була заснована в 1564 році Тадж — Хан Karrani, етнічної пуштунів з племені Karlani . Це була остання династія, яка керувала султанатом Бенгалії .

## Заснування
Тадж Хан раніше був співробітником імператора Сур Шер Шах Сурі . З 1562 по 1564 рр. Тадж-хан захопив південно-східний Біхар та західний Бенгал, і за його вбивство останнього правителя Мухаммеда Шахі він захопив усю Бенгалію . Столиця була в Сонаргаоні . За Тадж-Ханом пішов Сулайман Хан Каррані, який у 1565 році перемістив уряд з Гаурра в Танду. У 1568 році Сулейман Хан анексував Орісса в султанат Каррані на постійній основі. Номінально він прийняв суверенітет Моголів імператора Акбара, і його прем'єр — міністр Лоді Хана умиротворив Моголів подарунками та бенкетами. Повноваження Сулеймана Хана поширилися від Кох Біхара до Пурі, і від річки Сон до річки Брахмапутри .

## Вторгнення Моголів
25 вересня 1574 року генерал Моголів Мунім Хан захопив столицю Каррані Танда. Битва при Тукарої відбулася 3 березня 1575 р. Змусила Дауда Хана Каррані, останнього правителя Каррані, відійти до Орісси. Битва призвела до договору Катака, згідно з яким Дауд передав всю Бенгалію і Біхар, зберігаючи лише Оріссу. Договір урешті-решт провалився після смерті Муніма Хана, який помер у віці 80 років у жовтні 1575 року. Дауд Хан скористався нагодою і вторгся в Бенгалію, оголосивши незалежність від Акбара. 12-го липня протистояння Моголів проти султанату Каррані закінчилося битвою при Раджмахалі 12 липня 1576 р. Під керівництвом генерала- магола Хана Джахана I. Дауд Хана було страчено. Однак Пуштуни та місцеві поміщики, відомі як баро-бхуяни на чолі з Іса-ханом, продовжували чинити опір нападам маголів . Пізніше в 1612 р. Під час правління Джахангіра, Бенгал був остаточно інтегрований як провінція Моголів.

## Дивитися також
- Імперія Сур
- Династія Лоді
- Держава Бхопал